# Agafângelo (Pashkovski)
Agafângelo (nascido: Mikhail Ivanovich Pashkovski; em russo:  Михаи́л Ива́нович Пашко́вский, em ucraniano:  Михайло Іванович Пашковський; 22 de novembro de 1956, Odessa, RSS da Ucrânia, URSS) era o bispo governante da diocese de Odessa e Crimeia, supervisionando as paróquias da Igreja Ortodoxa Russa fora da Rússia na Ucrânia, Bielorrússia e Moldávia. Após a assinatura do Ato de Comunhão Canônica entre a ROCOR e o Patriarcado de Moscou, Agafângelo deixou a jurisdição da ROCOR e se declarou chefe de uma nova jurisdição chamada Autoridade Eclesial Suprema Provisória (ROCOR(A) ou ROCOR(Ag). Ele foi posteriormente suspenso pelo Sínodo da ROCOR por desobedecer à autoridade legal e incitar o cisma(2007). Em 2009, por determinação do Sínodo dos Bispos, foi banido do ministério.